# Peter Paret
Peter Paret (* 13. April 1924 in Berlin; † 11. September 2020 in Salt Lake City) war ein US-amerikanischer Historiker deutscher Herkunft. Er war zuletzt emeritierter Professor für Neuere Geschichte am Institute for Advanced Study in Princeton.

## Leben
Paret war der Sohn des Philosophen und Kunsthistorikers Hans Paret (1896–1973) und der Psychoanalytikerin Suzanne Aimée Cassirer (1896–1963), einer Tochter des Berliner Verlegers und Galeristen Paul Cassirer. Die Eltern trennten sich 1932. Paret wuchs bei seiner Mutter auf, die ab 1932 eine Schülerin von Sigmund Freud war und 1934 in zweiter Ehe den Wiener Psychoanalytiker und Reformpädagogen Siegfried Bernfeld heiratete. Paret emigrierte mit seiner jüdisch-stämmigen Mutter, seiner Schwester und dem Stiefvater, über Menton an der Côte d’Azur (1934–1936) und London 1937 in die USA. Die Familie wurde in San Francisco, Kalifornien ansässig. Er studierte von 1942 bis 1943 und von 1946 bis 1949 an der University of California, Berkeley (Bachelor of Arts). Zwischenzeitlich diente er beim 1. Bataillon des 1st Infantry Regiment der United States Army, für die er von 1943 bis 1946 im Pazifikkrieg in Neuguinea, auf den Philippinen (Luzon) und in Korea eingesetzt war. Sein letzter Dienstgrad war Staff Sergeant.
Von 1959 bis 1960 war er Tutor an der University of Oxford. 1960 machte er seinen Ph.D. an der Universität London. Danach war er wissenschaftlicher Mitarbeiter am Center of International Studies der Princeton University. Im Anschluss lehrte er an der University of California, Davis, wo er 1966 Professor für Geschichte wurde. Bereits von 1966 bis 1967 war er Mitglied der School of Historical Studies des Institute for Advanced Study. Im Anschluss war er Fellow am Center for Advanced Studies in the Behavioral Sciences in Stanford. 1966 war er mit der Harmon Memorial Lecture in Military History an der United States Air Force Academy in Colorado Springs betraut. Von 1969 bis 1977 war er Professor für Geschichte an der Stanford University. 1971/72 verbrachte er einen Forschungsaufenthalt an der London School of Economics and Political Science. Von 1977 bis 1986 war er Raymond A. Spruance Professor für Internationale Geschichte an der Stanford University. In dieser Zeit forschte er für die Historische Kommission zu Berlin (deren Mitglied er war) und das National Endowment for the Humanities.
Von 1986 bis 1997 bekleidete er die Andrew W. Mellon Professur in the Humanities in Princeton und gleichzeitig von 1988 bis 1993 eine Senior Fellowship am Hoover Institution on War, Revolution and Peace in Stanford. Außerdem war er von 1993 bis 1995 Senior Fellow am Center of Historical Analysis der Rutgers University. Seit 1997 war er Professor Emeritus.
2008 war er Lees Knowles Lecturer am Trinity College der University of Cambridge und 2009 Gastkurator am Princeton University Art Museum. Paret war zudem Mitglied der American Philosophical Society (von 1991 bis 1997 Member of Council), Fellow der American Academy of Arts and Sciences, Ehrenmitglied der London School of Economics and Political Science, Ehrenmitglied der Clausewitz-Gesellschaft, Fellow der Royal Historical Society und Fellow am Leo Baeck Institut. Seine Forschungsschwerpunkte lagen in den Bereichen der Militär-, Kultur- und Kunstgeschichte unter besonderer Berücksichtigung der deutschen Geschichte. Besondere Berücksichtigung fand der preußische Militärtheoretiker General Carl von Clausewitz.
Er war verheiratet und hatte zwei Kinder. Paret starb im September 2020 im Alter von 96 Jahren.

## Auszeichnungen
- 1970: Moncado Prize der Society for Military History
- 1993: Samuel Eliot Morison Prize for Naval Literature der Society for Military History
- 1993: Thomas Jefferson Medal for Distinguished Achievement in the Arts, Humanities, and Social Sciences der American Philosophical Society
- 2007: Ehrendoktorwürde der Humboldt-Universität zu Berlin (Doktor der Philosophie)
- 2010: Preisträger der Jack Miller Center-Historically Speaking Prize Essay Competition der Historical Society
- 2017: Pritzker Literature Award for Lifetime Achievement in Military Writing für sein Lebenswerk
- 2021: Clausewitz-Preis der Stadt Burg bei Magdeburg für seine Verdienste um die Erhaltung und Verbreitung der Theorien und Lehren des Carl von Clausewitz (Verleihung postum)
- Großes Bundesverdienstkreuz der Bundesrepublik Deutschland
- Ehrendoktorwürde der Universität London (Doctor of Literature)
- Ehrendoktorwürde der University of South Carolina (Doctor of Letters)
- Ehrendoktorwürde des College of Wooster (Doctor of Humanities)

## Schriften
- mit John Shy: Guerrillas in the 1960s (= Princeton Studies in World Politics. No. 1). Praeger, New York 1961.
- French Revolutionary Warfare from Indochina to Algeria (= Princeton Studies in World Politics. No. 6). Praeger, New York 1964.
- Yorck and the era of Prussian reform 1807–1815. Princeton University Press, Princeton 1966.
- Die Berliner Secession. Moderne Kunst und ihre Feinde im kaiserlichen Deutschland. Ungekürzte Ausgabe, Ullstein, Frankfurt am Main 1983, ISBN 3-548-36074-2. (engl. Titel: The Berlin secession)
- mit Gordon A. Craig und Felix Gilbert (Hrsg.): Makers of Modern Strategy: From Machiavelli to the Nuclear Age. Princeton University Press, Princeton 1986, ISBN 0-691-09235-4. (darin von Paret die Kapitel Napoleon and the Revolution in War und Clausewitz)
- Kunst als Geschichte. Kultur und Politik von Menzel bis Fontane. C.H. Beck, München 1990, ISBN 3-406-34425-9. (engl. Titel: Art as history)
- Understanding war. Essays on Clausewitz and the history of military power. Princeton University Press, Princeton 1992, ISBN 0-691-03199-1.
- mit Beth Irwin Lewis und Paul Paret: Persuasive images. Posters from war and revolution from the Hoover Institution Archives. Princeton University Press, Princeton 1992, ISBN 0-691-03204-1.
- Clausewitz und der Staat. Der Mensch, seine Theorien und seine Zeit. Dümmler, Bonn 1993, ISBN 3-427-82091-2. (engl. Titel: Clausewitz and the state)
- Imagined Battles. Reflections of War in European Art. University of North Carolina Press, Chapel Hill 1997, ISBN 0-8078-2356-2.
- German encounters with modernism, 1840–1945. Cambridge University Press, Cambridge 2001, ISBN 0-521-79456-0.
- Ein Künstler im Dritten Reich. Ernst Barlach 1933–1945. wjs, Berlin 2006, ISBN 3-937989-15-3. (engl. Titel: An artist against the Third Reich. Ernst Barlach, 1933–1938)
- The Cognitive Challenge of War. Prussia 1806. Princeton University Press, Princeton 2009, ISBN 978-1-4008-3134-0.
- Myth and modernity. Barlach’s drawings on the Nibelungen. Berghahn Books, New York 2012, ISBN 978-0-85745-346-4.
- Clausewitz in his time: Essays in the cultural and intellectual history of thinking about war. Berghahn Books, New York 2015, ISBN 978-1-78238-581-3. Deutsche Ausgabe: Clausewitz in seiner Zeit. Zur Kultur- und Geistesgeschichte des Denkens über den Krieg. Königshausen u. Neumann, Würzburg 2017, ISBN 978-3-8260-6076-2.